# Рудовка (Пензенская область)
Рудовка — посёлок в Башмаковском районе Пензенской области. Входит в состав Подгорнского сельсовета.

## География
Расположен в 4 км к западу от центра сельсовета села Подгорное.

## История
В 1939 г. значится деревней Подгорнского сельсовета. В деревне располагалось правление колхоза «Маяк революции». В 1955 г. - колхоз имени Куйбышева. В 1980-е гг. посёлок становится отделением совхоза «Рудовский»..

## Население
| 2010 |
| ---- |
| 3    |